# Victimae paschali
Victimae paschali (с лат. — «Пасхальной жертве») — пасхальная секвенция, текст которой приписывается поэту и историку Випо Бургундскому; автор музыки неизвестен. Древнейшие рукописи, содержащие секвенцию, относятся к XI веку. Автор текста описывает знаменитые евангельские события (включая прямую речь, диалог народа с Марией Магдалиной), воспевает Воскресение Христово, победу жизни над смертью.

## Текст и музыка

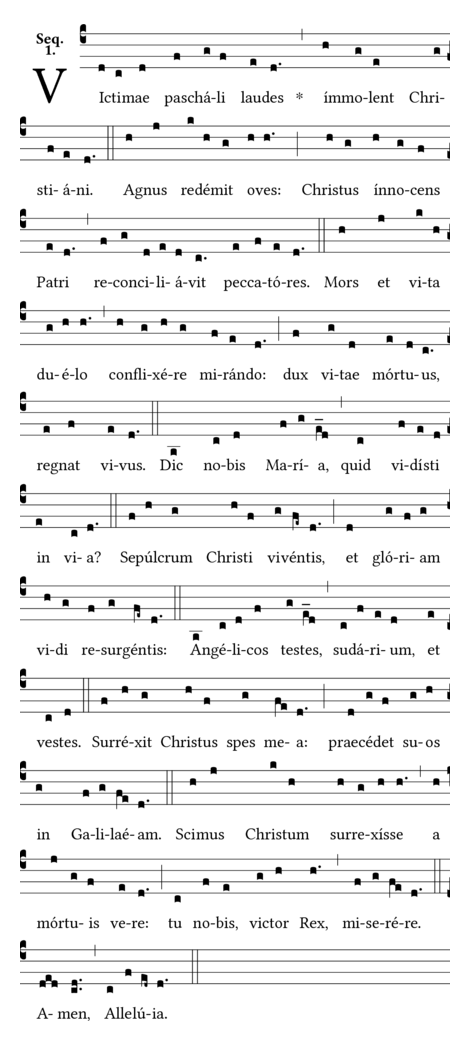
Секвенция Victimae paschali в посттридентской редакции (без шестой строфы)

Секвенция написана ритмической прозой, частично рифмованной. Этот текст представляют упорядоченно как последовательность семи «строф», имея в ввиду корреляцию текста с музыкой: строфы 2 и 3, 4 и 5, 6 и 7 образуют пары, поскольку в них используется одна и та же музыка, для первой строфы пары нет (её музыка не повторяется). После Тридентского собора шестая строфа была изъята из богослужебного обихода, по этой причине у седьмой строфы пропал (требуемый в жанре секвенции) музыкальный «пандан» (см. нотную иллюстрацию).
| 1. Victimae paschali laudes immolent Christiani. 2. Agnus redemit oves; Christus innocens Patri reconciliavit peccatores. 3. Mors et vita duello conflixere mirando, dux vitae mortuus regnat vivus. 4. — Dic nobis, Maria, quid vidisti in via? — Sepulchrum Christi viventis et gloriam vidi resurgentis, 5. angelicos testes, sudarium et vestes. Surrexit Christus spes mea, praecedet suos in Galilaeam. 6. Credendum est magis soli Mariae veraci quam Judaeorum turbae fallaci. 7. Scimus Christum surrexisse a mortuis vere. Tu nobis victor rex miserere. (Amen. Alleluia) | Жертве пасхальной да вознесут хвалы христиане! Агнец спас овец; Христос невинный примирил грешников с Отцом. Смерть с жизнью сразилась в дивном поединке. Вождь жизни мёртвый [ныне] правит живой. — Скажи нам, Мария, что видела на пути? — Гроб Христа живого и славу видела Воскресшего, свидетельствующих ангелов, плат и пелены. Восстал Христос, надежда моя! Он предварит своих [учеников] в Галилее. Лучше верить истинному слову Марии, чем лживой толпе иудеев. Знаем, что Христос воистину восстал из мёртвых. Помилуй нас, Царь-победитель! |

## Рецепция
О чрезвычайной распространённости секвенции Victimae paschali в XIII веке свидетельствует факт её пародийной обработки в вагантском Officium lusorum (Оффиций игроков [в кости]). Известная с XII века немецкая пасхальная песня Christ ist erstanden (старейшая церковная песня на немецком языке) создана на основе оригинальной мелодии секвенции. На текст и музыку Victimae paschali писали полифонические сочинения в XV—XVI веках Антуан Бюнуа (мотет), Жоскен Депре (два мотета), Генрих Финк, Антуан Брюмель (месса и мотет), Вилларт (два мотета), Лассо (мотет), Палестрина (четыре мотета), Бёрд (мотет в сборнике «Проприй пасхальной мессы») и другие композиторы. В Новое время интерес к старинной секвенции угас; редкие примеры — вокальные сочинения И. Й. Фукса, И. Н. Давида, К. Педини.